# 青长乐
青长乐（1933年—），女，汉族，四川成都人，中国土壤学家，曾任西南农业大学教授、博士生导师，国务院学位委员会第二届学科评议组成员。